# Battlestar Galactica (film)
Battlestar Galactica is een Amerikaanse sciencefiction-televisiefilm uit 1978, onder regie van Richard A. Colla. De film diende als test voor de tv-serie Battlestar Galactica uit 1978. De film werd eveneens uitgezonden als aflevering van die serie onder de titel Saga of a Star World.

## Verhaal
De film speelt zich af in een afgelegen planetenstelsel. Na duizend jaar oorlog met het Cylonrijk zijn de vloten, de moederplaneet Kobol en 12 koloniën van de mensheid vernietigd. Slechts één groot schip, de Battlestar Galactica en wat kleinere schepen weten te ontsnappen en gaan op zoek naar de 13e en laatste kolonie, genaamd Aarde. Dit is het begin van een lange en gevaarlijke reis die in de televisieserie centraal staat.
Tijdens de reis wil de kleine vloot brandstof en voedsel inslaan op de planeet Carillon, die bewoond wordt door de Ovions. Maar de Ovions blijken bij het Cylonrijk te horen en men probeert de Battlestar Galactica te vernietigen.

## Rolverdeling
Enkel de belangrijkste personages zijn opgenomen in de lijst.
| Acteur             | Personage            |
| ------------------ | -------------------- |
| Richard Hatch      | Kapitein Apollo      |
| Dirk Benedict      | Luitenant Starbuck   |
| Lorne Greene       | Commandant Adama     |
| Herb Jefferson jr. | Luitenant Boomer     |
| Maren Jensen       | Luitenant Athena     |
| Tony Swartz        | Vluchtsergeant Jolly |
| Noah Hathaway      | Boxey                |
| Terry Carter       | Kolonel Tigh         |
| Lew Ayres          | President Adar       |
| Wilfrid Hyde-White | Sire Anton           |
| John Colicos       | Graaf Baltar         |
| Laurette Spang     | Cassiopeia           |

## Achtergrond
Hoewel de film werd geproduceerd voor uitzending op de televisie, besloot Universal de film toch in een paar bioscopen uit te brengen om in te spelen op het succes van de Star Warsfilm van dat jaar. De bioscoopuitgave was een succes, mede door een grote reclamecampagne van Universal.
Er zijn een paar kleine verschillen tussen de televisieversie, die uitgezonden werd als onderdeel van de serie en de bioscoopversie.

## Prijzen en nominaties
Battlestar Galactica werd genomineerd voor 3 prijzen:
- 1979: de Grammy Award voor “Best Album of Original Score Written for a Motion Picture or Television Special”
- 1979: de Eddie voor Best Edited Television Special
- 1980: de Saturn Award voor beste kostuums.